# Mutineer (álbum)
| Críticas profissionais | Críticas profissionais |
| Avaliações da crítica  | Avaliações da crítica  |
| Fonte                  | Avaliação              |
| ---------------------- | ---------------------- |
| Allmusic               | [ 1 ]                  |

Mutineer é o nono álbum de estúdio pelo cantor e compositor americano Warren Zevon, lançado em 1995

## Músicas do Álbum
Todas as músicas foram compostas por Warren Zevon, exceto onde indicado
1. "Seminole Bingo" (Carl Hiaasen, Warren Zevon) – 3:10
2. "Something Bad Happened to a Clown" – 4:25
3. "Similar to Rain" – 3:26
4. "The Indifference of Heaven" – 4:03
5. "Jesus Was a Cross Maker" (Judee Sill) – 1:55
6. "Poisonous Lookalike" – 4:14
7. "Piano Fighter" – 3:52
8. "Rottweiler Blues" (Hiaasen, Zevon) – 3:15
9. "Monkey Wash Donkey Rinse" (Duncan Aldrich, Zevon) – 3:52
10. "Mutineer" – 3:15

## Pessoas
- Warren Zevon - Vocal, guitarra, piano, teclado e percussão
- Peter Asher - Vocal "The Indifference of Heaven"
- Rosemary Butler - Vocal
- Jorge Calderón - Baixo e vocal
- Bruce Hornsby - Acordeão
- Larry Klein - Baixo
- David Lindley - Violino e cistro
- Michael Wolff - Teclado em "Similar to Rain"

## Produção
Produção: Warren Zevon
Engenheiro de Produção: Ducan Aldrich